# Lysimachia pteranthoides
Lysimachia pteranthoides är en viveväxtart som beskrevs av Bonati. Lysimachia pteranthoides ingår i släktet lysingar, och familjen viveväxter. Inga underarter finns listade i Catalogue of Life.